# Helmitorni
Helmitorni jusqu'en 2015 tour de l'Itäkeskus (en finnois : Itäkeskuksen maamerkki) est un gratte-ciel de la section Itäkeskus du quartier de Vartiokylä à Helsinki en Finlande.

## Description
La tour conçue par l'architecte Erkki Kairamo est construite en 1987.
La tour est située rue  Kauppakartanonkatu en bordure du Lyypekinaukio.
Elle mesure 82 m de hauteur et possède 19 étages.
Elle héberge une trentaine de sociétés.

## Galerie

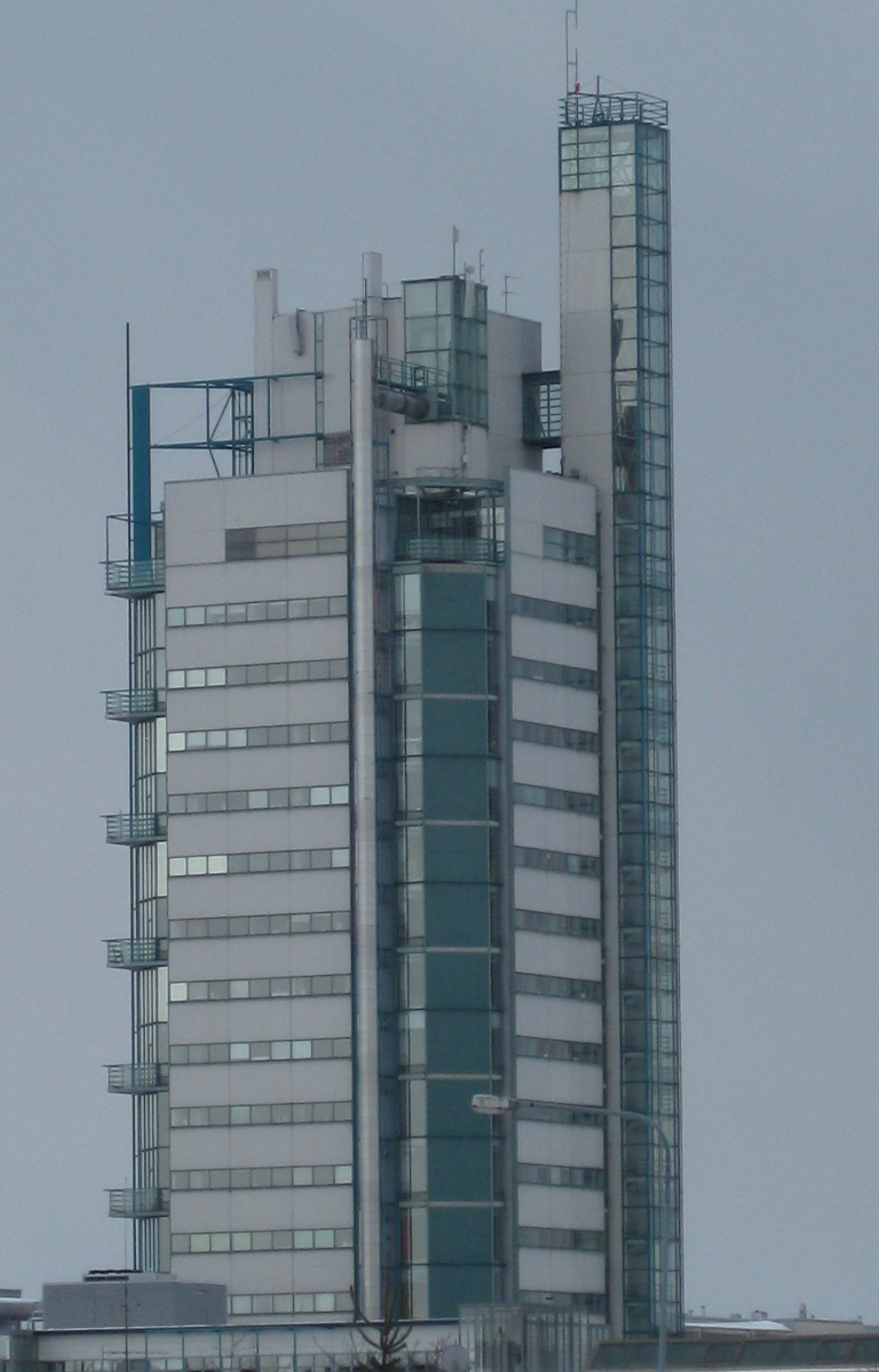
La tour vue du croisement de l'Itäväylä et du Kehä I.
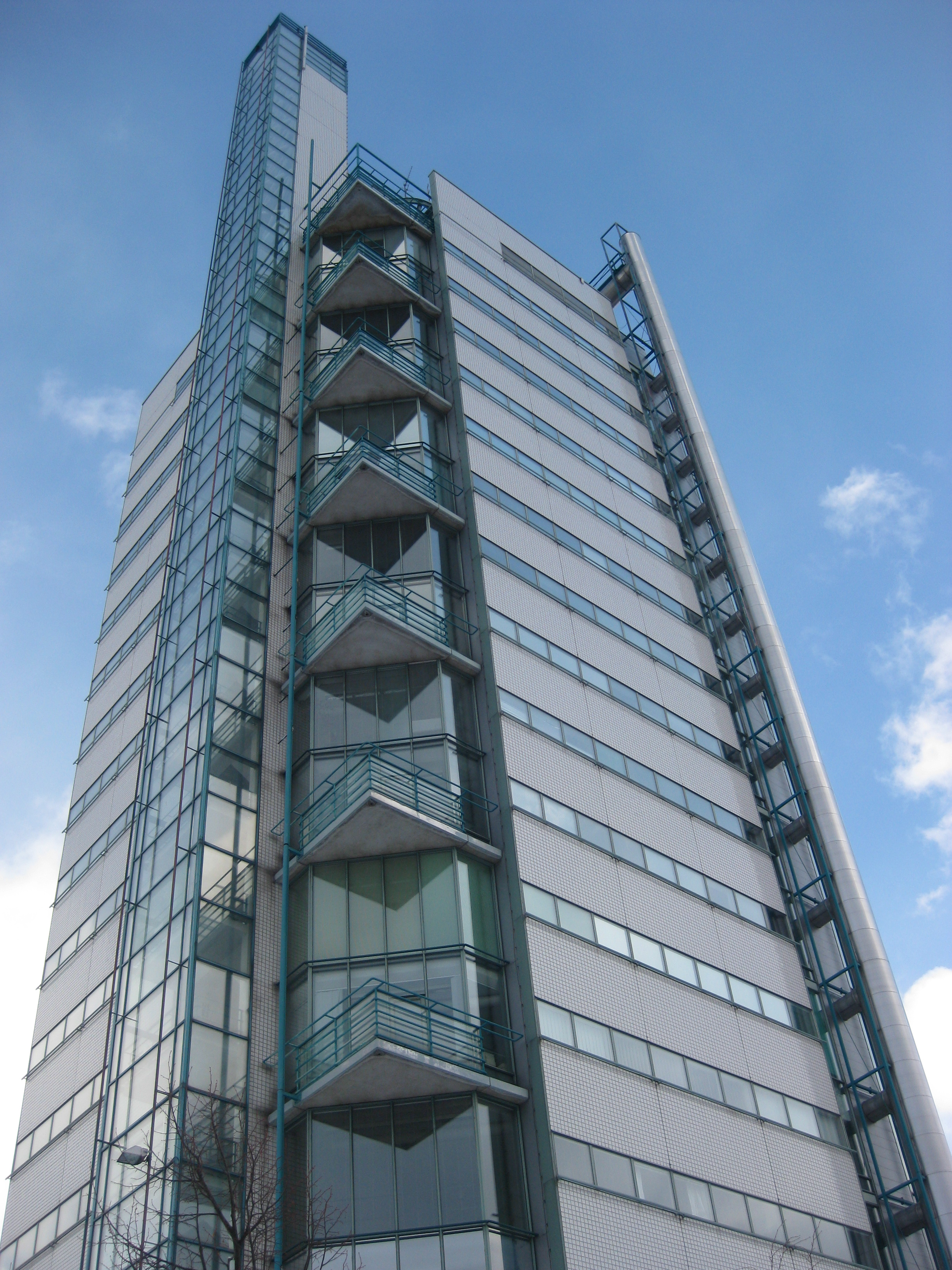
La tour de l'Itäkeskus vue de la Tour de Lübeck (fi).
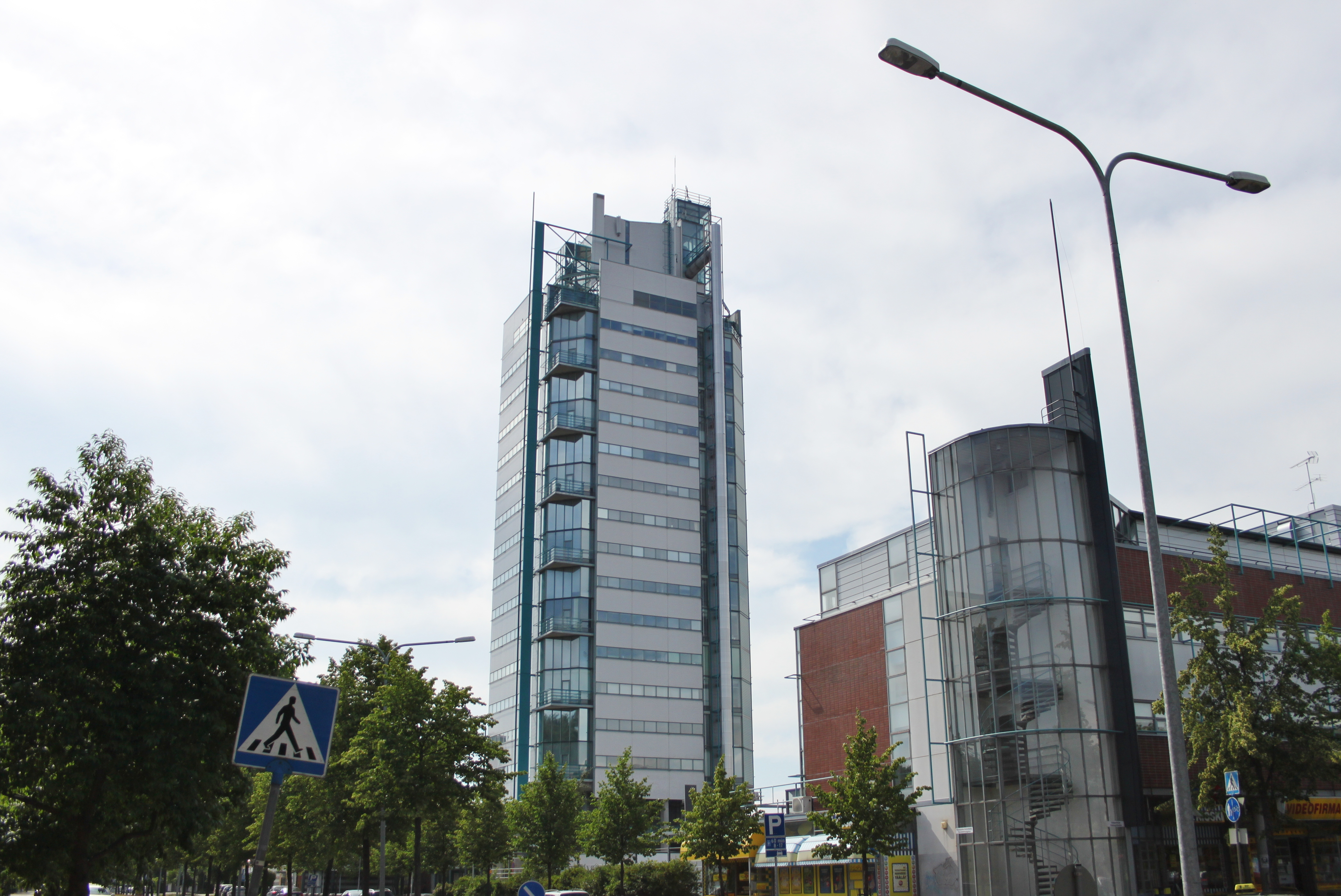
La tour de l'Itäkeskus vue de la rue Kauppakartanonkatu.
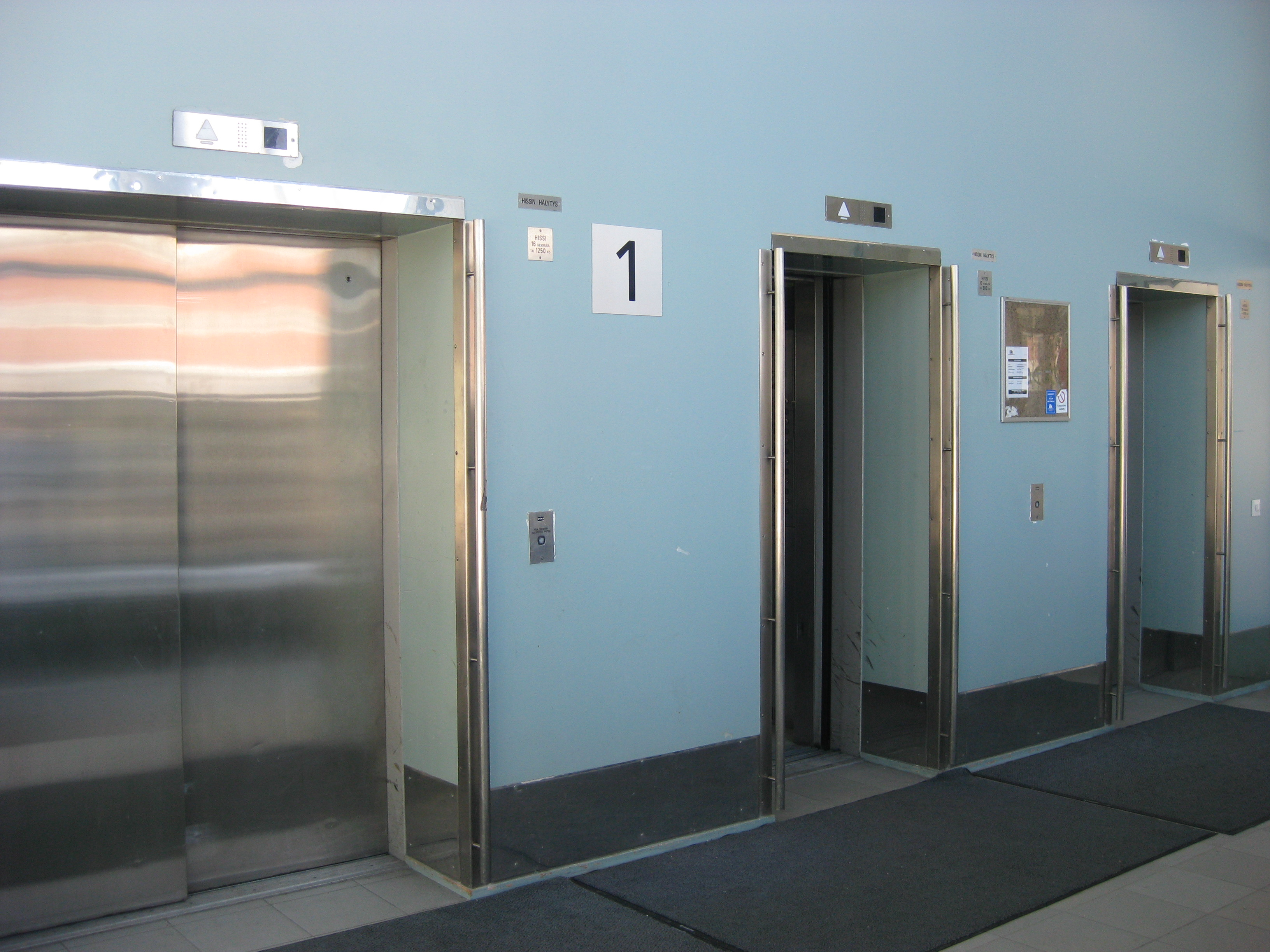
Hall d'entrée de  la tour.